# Рассохин, Геннадий Васильевич
Генна́дий Васи́льевич Рассо́хин (4 февраля 1937, станица Фастовецкая Тихорецкого района Краснодарского края — 20 апреля 1997, Калгари, Канада) — советский и российский учёный, политический деятель, ректор Ухтинского индустриального института (позднее университета), доктор технических наук, профессор, действительный член РАЕН.

## Биография

### Ранние годы
Родился 4 февраля 1937 года в станице Фастовецкой Тихорецкого района Краснодарского края в семье казака Василия Рассохина. В 1959 году окончил Грозненский нефтяной институт по специальности «Разработка нефтяных и газовых месторождений». После выпуска работал на газовых промыслах Волгоградской области оператором по добыче газа и начальником участка. В 1961 году возглавил Коробковский газовый промысел — первый в СССР, на котором добывался газ с высоким содержанием сероводорода.
С сентября 1962 года старший научный сотрудник лаборатории разработки газоконденсатных месторождений Краснодарского филиала Всесоюзного научно-исследовательского института нефти. 29 декабря 1966 года защитил кандидатскую диссертацию. В ноябре 1971 года назначен директором филиала Всесоюзного научно-исследовательского института природных газов в Ухте.

### Ректор
С 1 сентября 1980 года назначен — ректор Ухтинского индустриального института, а в октябре того же года защитил докторскую диссертацию. С апреля 1981 года заведующий кафедрой разработки и эксплуатации нефтяных и газовых месторождений. Председатель первого институтского совета по защите кандидатских диссертаций в 1996 году.
За 17-летний период, в течение которого Рассохин руководил институтом, в этом учебном заведении были открыты шесть новых специальностей (инженер-электрик, экономист, системотехник, финансист, механик по транспорту нефти и газа, архитектор). Открыты аспирантура и совет по защите диссертаций, а также республиканское отделение Российской академии естественных наук. Построены два учебных корпуса, студенческое общежитие и столовая, спортивный комплекс «Буревестник», проведено оснащение института новейшей, в том числе компьютерной, техникой. В рамках организации обмена опытом по организации учебного процесса между ректорами нефтегазовых вузов в период с 1980 по 1997 год каждые два года проводились научно-методические конференции, из которых четыре прошли в Ухте.

### Политическая деятельность
В советский период был депутатом Ухтинского городского Совета народных депутатов, членом Ухтинского городского комитета КПСС, возглавлял городскую организацию общества «Знание» и городской совет по народному образованию. В 1988 году был делегатом XIX Всесоюзной партийной конференции.
В 1989 году Рассохин был зарегистрирован кандидатом в народные депутаты РСФСР по Верхнеижемскому территориальному избирательному округу N 832, Коми ССР. В 1989—1993 гг. был народным депутатом Верховного Совета Российской Федерации. Примыкал к группе депутатов «Коммунисты за демократию», позже был членом фракции «Свободная Россия» и депутатской группы Федерации независимых профсоюзов России. После распада СССР на Съезде народных депутатов России занимал центристские позиции.
В Верховном Совете был членом, позже — заместителем председателя комитета по науке и народному образованию. Вёл ряд заседаний I Съезда народных депутатов РСФСР, возглавлял секретариат IV Съезда народных депутатов РСФСР. Рассматривался как кандидат в председатели Верховного Совета России. Принимал участие в разработке законов «О народном образовании», «О государственных гарантиях и компенсациях гражданам, проживающим в районах Крайнего Севера», окончательный вид которых оказался далёк от позиций Рассохина, считавшего, что Дальний Север нуждается в большем внимании руководства страны. После распада СССР участвовал в принятии Декларации о государственном суверенитете России.
В 1995 году выдвинулся кандидатом в депутаты Государственной думы Российской Федерации. Однако в декабре на выборах большинство голосов получил лишь по одномандатному Сыктывкарскому избирательному округу.

### Смерть
20 апреля 1997 года внезапно скончался, находясь в рабочей командировке в Канаде.

## Награды
- Почётный работник газовой промышленности,
- Почётный работник высшего образования России,
- Заслуженный деятель науки Коми АССР,
- Заслуженный деятель науки и техники Российской Федерации
- Орден «Знак Почета»
- Медаль «За доблестный труд»
- Почётный знак президиума Академии естественных наук «За заслуги в развитии науки и экономики».
- Почётное звание «Ухтинец века» (декабре 2000)